# 10650 Houtman
A 10650 Houtman (ideiglenes jelöléssel 4110 P-L) a Naprendszer kisbolygóövében található aszteroida. Cornelis Johannes van Houten és  Ingrid van Houten-Groeneveld fedezte fel 1960. szeptember 24-én.